# Ivan Calbérac
 (juin 2017).
Si vous disposez d'ouvrages ou d'articles de référence ou si vous connaissez des sites web de qualité traitant du thème abordé ici, merci de compléter l'article en donnant les références utiles à sa vérifiabilité et en les liant à la section « Notes et références ».
Ivan Calbérac, né le 3 novembre 1970, est un réalisateur, scénariste, producteur et écrivain français.

## Biographie
Ivan Calbérac a passé toute son enfance et adolescence dans le Loiret (région Centre-Val de Loire) à Montargis, ville où il a par ailleurs étudié au Collège (CES) du Grand Clos puis au Lycée en Forêt.
Après avoir obtenu une maîtrise en mathématiques à l’université Pierre-et-Marie-Curie de Paris, puis un DESS de droit et gestion de la communication audiovisuelle à la Sorbonne, il se forme en tant que comédien à l'École de La Belle de mai et se produit sur les planches, au Théâtre de Trévise et au Théâtre de la Main d'or. En 1995, il écrit et réalise son premier court métrage intitulé Trop de chance. Suivront deux autres courts-métrages dont Les Années indigestes en 1996, pour lequel il remporte le Grand prix du scénario au Festival de Clermont-Ferrand.
Il commence à écrire pour la télévision (L'Amant de mes rêves) et saute le cap du long métrage de cinéma en 2002, avec Irène, qui révèle Cécile de France aux côtés de Bruno Putzulu et Patrick Chesnais. Le film sort sur les écrans en juin 2002, puis remporte le Grand prix du festival de Saragosse en 2003, le Grand Prix à La Ciotat et le prix du jury à Cabourg. Le film est distingué enfin par sa nomination au César du meilleur premier film (2003).
Il tourne ensuite On va s'aimer, en 2005, une comédie musicale avec Julien Boisselier, Alexandra Lamy, Mélanie Doutey et Gilles Lellouche dans les rôles principaux (sortie le 14 juin 2006). Il poursuit sa collaboration avec Mandarin Productions pour Une semaine sur deux, son troisième long-métrage, où il réunit devant la caméra Mathilde Seigner, Bernard Campan et Grégori Derangère, en 2008 (sortie le 22 juillet 2009). Ce film chroniquant de façon légère le quotidien d'une famille autour d'une garde alternée réunit 500 000 spectateurs dans les salles de cinéma françaises.
Parallèlement, il travaille pour le théâtre et la télévision depuis ses débuts. Sa première pièce de théâtre, Le Bourreau, soutenue par la DRAC, l’ADAMI et la mairie de Paris, est jouée à l’Essaïon de Paris en 1997. Tout un cinéma est à l’affiche de la comédie Caumartin d’août à la fin décembre 2005.
À la télévision il réalise et coécrit les téléfilms Simple (nommé aux lauriers de la télévision 2011), Éléonore l'intrépide (2012), comédie de cape et d'épée pour France 3. Cette même année, c'est sur les planches qu'il voit son travail d'auteur reconnu : il signe la pièce L'Étudiante et Monsieur Henri, qui est jouée au théâtre de Paris toute la saison 2012-2013, puis en tournée dans toute la France. La pièce est récompensée par le Coup de cœur théâtre privé du Palmarès du théâtre, et consacrée par le Grand Prix du Jeune théâtre de l’Académie française (2013). Elle est créée en Allemagne, à Hambourg et à Berlin.
À la télévision, il lance la série Marjorie (2013), une série en mode comédie romantique pour France 2. Quatre autres épisodes suivront, qu'il coécrit, dont il supervise l'écriture ou  assure la réalisation en alternance avec Mona Achache. C'est la comédienne Anne Charrier, qu'il a déjà dirigé au cinéma, qui tient le rôle-titre.
En 2015, il revient comme coauteur et metteur en scène du spectacle de Michaël Hirsch, Pourquoi ? Mais surtout, en octobre 2015, son quatrième long métrage sort sur les écrans, adapté de sa propre pièce à succès, L'Étudiante et Monsieur Henri, avec Claude Brasseur, Noémie Schmidt et Guillaume de Tonquédec. Le film remporte notamment le Grand Prix du festival d'Emden en Allemagne, et au-delà de son succès national, devient l'un des films français les plus vus à l'international en 2016.
En 2017, l'adaptation théâtrale de Venise n'est pas en Italie, créée au théâtre des Béliers à Avignon l'été 2016, est nommée au Molière du meilleur seul en scène, avec Thomas Solivérès.

## Filmographie

### Cinéma

#### Longs métrages
- 2001 : Irène (scénariste et réalisateur), TNVO productions
- 2004 : Alive (scénariste et dialoguiste), LGM productions
- 2006 : On va s'aimer (scénariste et réalisateur), Mandarin Productions
- 2009 : Une semaine sur deux (et la moitié des vacances scolaires) (scénariste et réalisateur), Mandarin Productions
- 2015 : L'Étudiante et Monsieur Henri (scénariste et réalisateur), Mandarin Productions
- 2019 : Venise n'est pas en Italie (scénariste et réalisateur), StudioCanal
- 2022 : La Dégustation (scénariste et réalisateur), Mandarin Productions
- 2024 : N'avoue jamais (scénariste et réalisateur).

#### Courts métrages
- 1995 : Trop de chance (scénariste et réalisateur)
- 1996 : Les Années indigestes (scénariste et réalisateur)
- 1997 : Le Réceptionniste (réalisateur)

### Télévision
- 2002 : L'Amant de mes rêves de Christian François (scénariste)
- 2007 : C'est mieux la vie quand on est grand de Luc Béraud (scénariste et dialoguiste)
- 2010 : Simple (adaptateur et réalisateur)
- 2012 : Éléonore l'intrépide (réalisateur et coscénariste)
- 2013 : Marjorie (épisode 1 : Le Droit au bonheur, création de la série, scénario et réalisation)
- 2016 : Marjorie (2 épisodes : Le Poids des apparences et Jamais sans ma mère, scénario)

## Théâtre
- 1997 : Le Bourreau, auteur, mise en scène de Didier Brice, Théâtre Essaïon
- 2006 : Tout un cinéma, auteur, mise en scène de Xavier Letourneur, Comédie Caumartin
- 2012 : L'Étudiante et Monsieur Henri, auteur, mise en scène de José Paul, Théâtre de Paris
- 2015 : Pourquoi ?, coauteur et metteur en scène, Studio Hébertot, Lucernaire
- 2016 : Une famille modèle, auteur, mise en scène d'Anne Bourgeois, Théâtre Montparnasse
- 2016 : Venise n'est pas en Italie, auteur et metteur en scène, Théâtre des Béliers
- 2018 : Pourquoi de Michael Hirsch, mise en scène, Comédie des Champs-Élysées
- 2019 : La Dégustation, auteur et mise en scène, Théâtre de la Renaissance
- 2020 : Un amour de jeunesse, auteur et mise en scène, Théâtre de la Renaissance
- 2022 : Glenn, naissance d'un prodige, auteur et mise en scène, Théâtre des Béliers

## Publications
- 2015 : Venise n'est pas en Italie, Flammarion (sorti en 2017 chez Le Livre de Poche) ;
- 2017 : Michaël Hirsch, Ivan Calbérac et Elsa de Saignes, Lettre ou ne pas lettre, Paris, Plon, 2017, 180 p., 13,2 × 20,1 cm (ISBN 9782259253215, présentation en ligne, lire en ligne).